# Billy Powell
William Norris "Billy" Powell (Corpus Christi, Teksas, 3. lipnja 1952. – Orange Park, Florida, 28. siječnja 2009.) bio je klavijaturist sastava Lynyrd Skynyrd, od 1970. do smrti 2009.

## Životopis
Rođen u gradu Corpus Christi, Teksas, Powell je odrastao u obitelji američkog vojnika (otac mu je bio pripadnik mornarice SAD-a). Dio svog djetinjstva proveo u Italiji gdje mu je otac bio jedno vrijeme na službi. Nakon smrti oca, 1960. obitelj mu se seli nazad u SAD, i to u Jacksonville, Florida. Majka ga je upisala u Sanford Naval Academy u Sanfordu, Florida. U to vrijeme se počeo zanimati za glazbu i pohađao satove klavira.
Povratkom u Jacksonville upisao je Bishop Kenny High School. Tu je upoznao Leona Wilkesona, budućeg basistu Lynyrd Skynyrda. U to vrijeme još je bio pridruženi član sastava. Punopravnim članom sastava postao je sasvim slučajno, nakon što je Ronnie Van Zant čuo kako je na klaviru odsvirao pjesmu Free Bird i s oduševljenjem ga primio u sastav.
Nesreću sastava 1977. preživio je s brojnim ozljedama. Nakon prestanka rada sastava Lynyrd Skynyrd, kratko je bio član sastava Vision, Alias, Rossington Collins Band te Allen Collins Band. Krajem 1980-ih pridružio se novoj postavi Lynyrd Skynyrda čiji je član bio sve do smrti.
Umro je 28. siječnja 2009. u svom domu u Orange Parku, Florida od srčanog udara.

## Vanjske poveznice
- Stranice sastava Lynyrd Skynyrd